# Château de Monsaraz
Le château de Monsaraz est une ancienne fortification militaire située dans la freguesia de Monsaraz (pt), sur le territoire de la municipalité de Reguengos de Monsaraz (district d'Évora, Portugal),.
Voisine du fleuve Guadiana et du barrage d'Alqueva, la forteresse s'élève au sommet du mont Monsaraz, dominant la ville médiévale et la frontière avec l'Espagne. Son architecture militaire mêle des éléments médiévaux et du XVIIe siècle.
Les fortifications et l'ensemble du complexe intra - muros de la ville de Monsaraz sont classées  Monument national depuis 1946. 

## Historique
Dans une région parsemée de monuments mégalithiques, on pense que la première occupation humaine de ce site remonte à un castro préhistorique, occupé successivement par les Romains, les Wisigoths et les Musulmans, qui tiraient leur subsistance d'activités liées à l'économie agropastorale. Le toponyme est lié à ce dernier domaine, car, en portugais, le mot xarez (ou xerez) dérive de l'arabe saris (ou sharish), désignant la végétation de cistes alors abondante le long des rives du fleuve Guadiana. Le toponyme Monsaraz a ainsi évolué à partir de Monte Xarez (ou Xaraz).

### Le château médiéval
Lors de la Reconquête chrétienne de la péninsule Ibérique, la ville fut initialement conquise par les forces commandées par le légendaire Geraldo Sem Pavor (pt) (1167). Après la défaite d'Alphonse Ier (1112-1185) à Badajoz (1169), elle fut reprise par le califat almohade sous le commandement d'Abu Yaqub Yusuf I (1173), pour être définitivement conquise par Sanche II (1223-1248), avec l'aide de l'Ordre du Temple, en 1232, à qui il fit don de ces domaines. 
Alphonse III (1248-1279), voulant augmenter sa population et sa défense, lui accorda une Carta de Foral en 1276. Durant cette période, Monsaraz est liée à la figure du chevalier Martim Anes Zagallo, qui aurait exercé les fonctions de maire de la ville et de son château, ayant initié les travaux de la nouvelle alcazaba, époque à laquelle furent également commencées la construction de l'Igreja Matriz de Santa Maria da Lagoa (pt) et d'autres bâtiments.

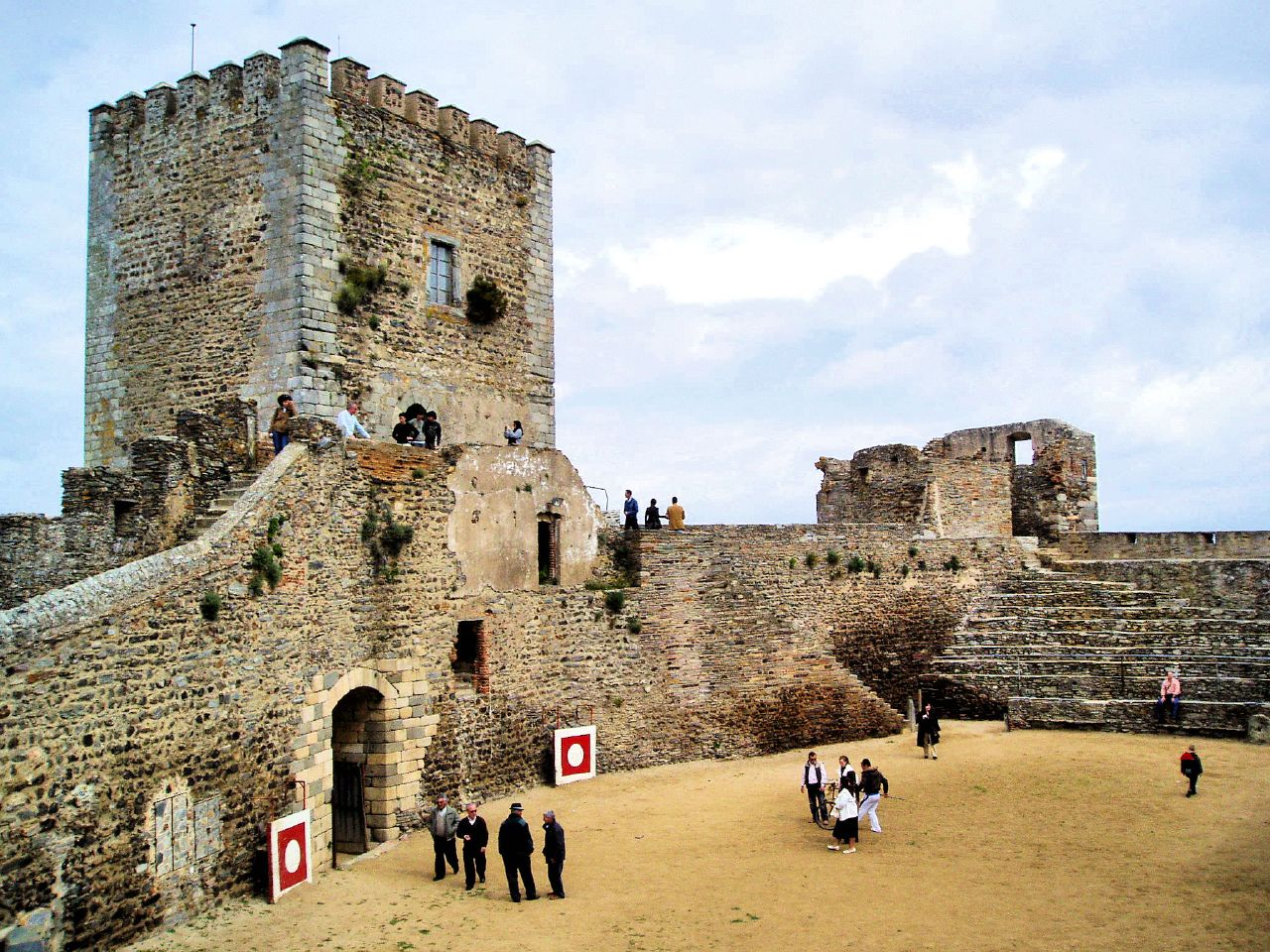
Château de Monsaraz.

Avec l'extinction de l'Ordre du Temple au Portugal, son héritage passant à l'Ordre du Christ (1319), Monsaraz fut érigée en Commanderie de l'Ordre du Christ, dépendant de Castro Marim. C'est à cette époque, sous le règne du roi Denis Ier (1279-1325), que débuta la reconstruction du donjon (1310) et l'agrandissement de l'enceinte de la ville, structures qui, malgré des modifications, ont survécu jusqu'à nos jours.
Dans le contexte de la crise portugaise de 1383-1385, la ville et son château furent attaqués par des archers anglais sous le commandement du comte de Cambridge  Edmond de Langley, prétendument allié au Portugal, et tombèrent au début de l'été 1385 sous le règne du roi de Castille, lors de son invasion de l'Alentejo. Abandonnées par les troupes castillanes en marche, elles furent reprises par les forces fidèles au roi Jean Ier (1385-1433), sous le commandement du connétable Nuno Álvares Pereira, avant la bataille d'Aljubarrota. En 1412, grâce à une donation du connétable à son petit-fils le roi Ferdinand, Monsaraz devint une partie des domaines de la maison de Bragance.
Sous le règne du roi Manuel Ier (1495-1521), la ville et son château furent représentés par Duarte de Armas (pt) (Livre des forteresses, vers 1509). En 1512, le souverain accorda à la ville une Foral Novo.

### De la guerre de Restauration à nos jours

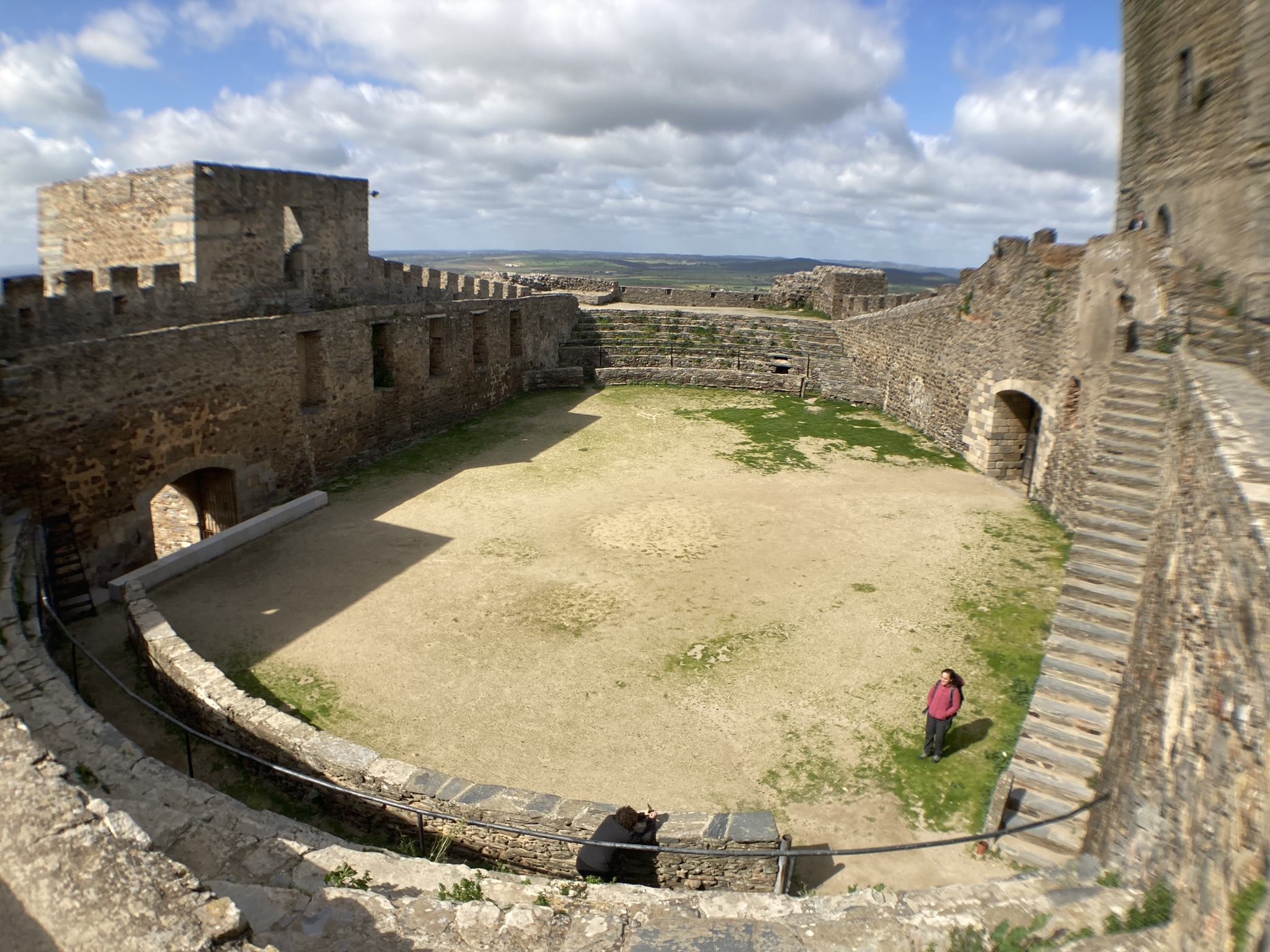
La place d'armes.

Dans le contexte de la Guerre de Restauration de l'Indépendance portugaise, en raison de sa proximité avec le fleuve Guadiana et la frontière espagnole, le Conseil de Guerre de Jean IV (1640-1656) ordonna la modernisation de ses défenses, en entourant la ville de murs adaptés aux tirs d'artillerie de l'époque, recevant des éléments bastionnés de style Vauban, avec un projet de Nicolau de Langres et Jean Gillot : le Fort de São Bento de Monsaraz.
Au XIXe siècle, ayant perdu son importance économique et stratégique, le siège de la municipalité fut transféré au village de Reguengos de Monsaraz, dans la plaine (1840). Dès lors, la fortification fut abandonnée, ce qui provoqua la ruine de plusieurs de ses éléments.

## Caractéristiques

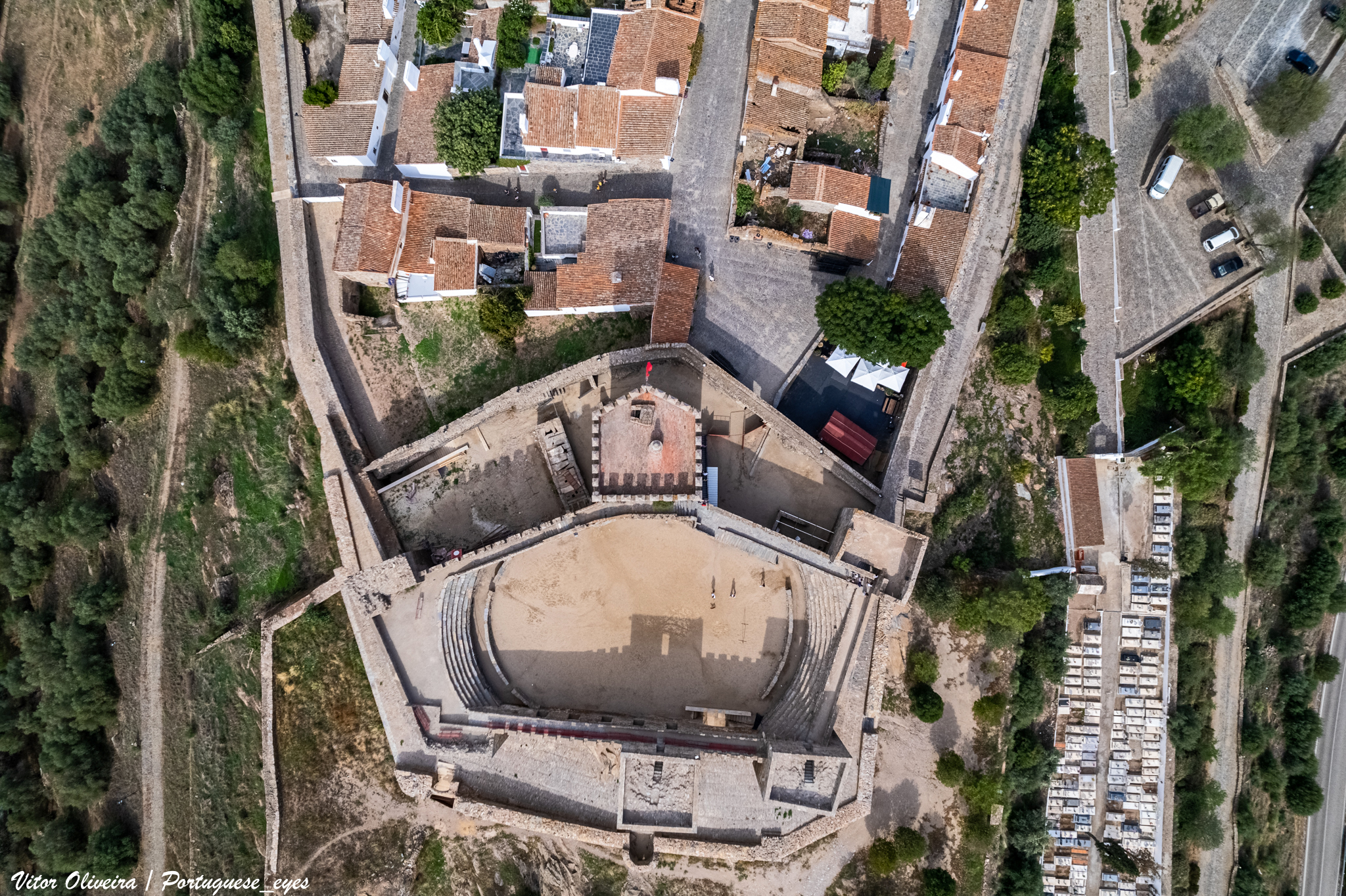
Château de Monsaraz, vue aérienne.

Le château, à une altitude plus élevée, a un plan quadrangulaire, avec une muraille en pierre de schiste et de calcaire renforcée par des tours, délimitant la place d'armes, où se dressent les bâtiments de la citadelle et du donjon.
L'accès à l'intérieur fortifié se fait par quatre portes en pierre de granit :
- La Porta da Vila, avec son arc brisé et protégée par deux tourelles semi-cylindriques, dont l'une est couronnée par le clocher blanchi à la chaux de l'horloge, relie la Rua Direita à ses environs. Elle est coiffée d'un toit à nervures et, au sommet de la coupole, d'une cloche fondue par les étrangers Diogo de Abalde et Domingos de Lastra, datée de 1692. Au-dessus de l'arc brisé de la porte, une plaque de marbre commémore la consécration du royaume du Portugal à l'Immaculée Conception (à l'époque de la Restauration de l'Indépendance), et, au dos du montant, on peut observer la vara et la coudée, mesures utilisées à l'époque médiévale.
- la Porta de Évora, avec un arc ogival.
- la Porta da Cisterna ou Porta do Buraco, en arc plein.
- la Porta da Alcoba, en arc plein.

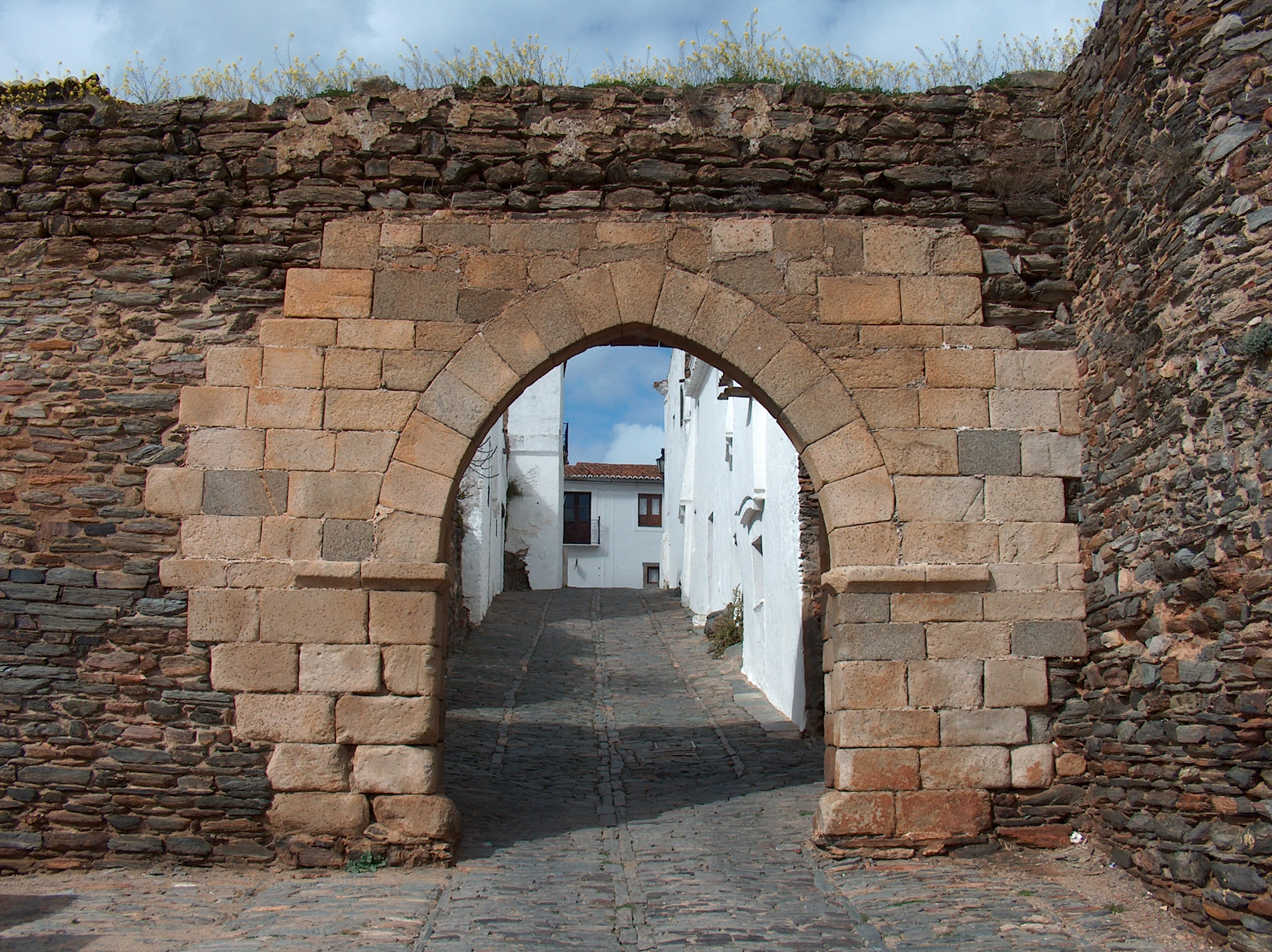
Une porte de la muraille.

L'ensemble de l'enceinte, de forme ovale, repose sur l'utilisation mixte de schiste, abondant dans la région, de granit, de mortier d'argile rouge et de chaux.
Bien que le plan du Fort São Bento ait été conçu en étoile, la morphologie du terrain sur lequel il se dresse a entraîné quelques modifications dans sa planimétrie. Le fort comprend trois bastions, un parapet et une courtine artificielle qui s'étend autour de la ville, la chapelle de São Bento de Monsaraz y étant intégrée.

## Galerie

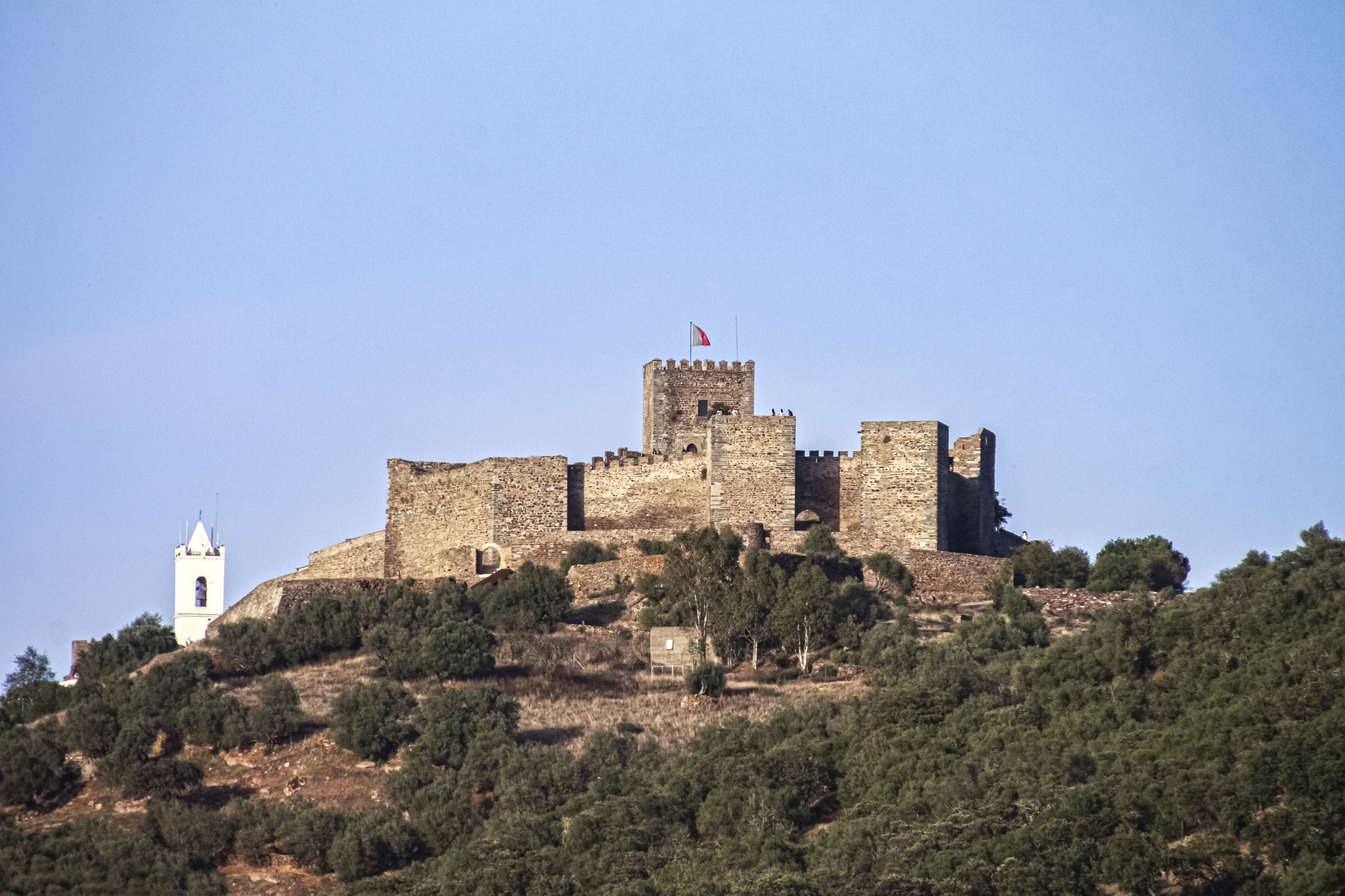
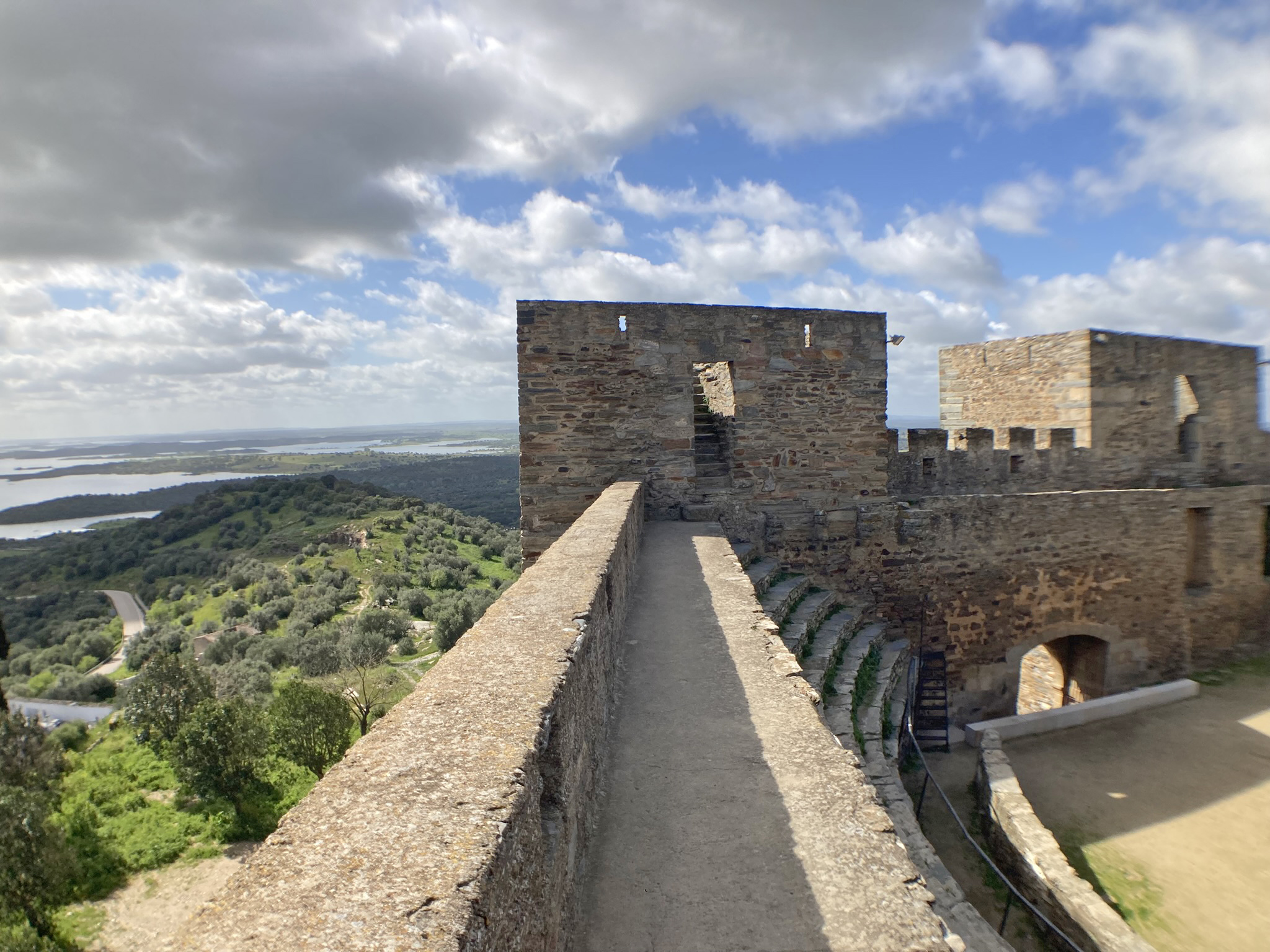